# 陈家宜
陈家宜（1936年1月8日—2019年8月22日），男，福建漳州人，中国大气物理学家，中国共产党党员、九三学社社员，曾任北京大学教授、博士生导师。